# Come Clarity
Come Clarity es el octavo álbum de estudio de larga duración de la banda sueca de death metal melódico In Flames. Representa una pequeña regresión al estilo antiguo de la banda, pero manteniendo a la vez el estilo moderno; esto es lo que lo hace único. Muchos críticos y fanes lo consideran el mejor álbum desde Clayman, o lo que es lo mismo, el mejor de la nueva etapa.
En la canción «Dead End», el grupo cuenta con la colaboración de la cantante sueca Lisa Miskovsky.
La canción «Take This Life» fue utilizada para el videojuego Guitar Hero III: Legends of Rock. Este disco contiene algunas de las canciones más populares de la banda como son entre otras «Come Clarity» y «Take This Life». Se hizo un video para cada una de estas dos.
Originalmente, este álbum se iba a titular «Crawl Through Knives». En algunos programas algunas canciones son nombradas incorrectamente, por ejemplo, la canción «Reflect the Storm» es nombrada como «Reflect the End», «Crawl Through Knives» como «Crawling Through Knives» y «Versus Terminus» como «End of All Things».
El diseño de la portada corrió a cargo de Derek Hess, quien es conocido por diseñar las portadas de los álbumes de varias bandas de hardcore y metal, como Shai Hulud, Converge y Sepultura (específicamente en el álbum Roorback) entre otros.

## Ventas y premios
El álbum debutó en el lugar #1 en Suecia y en el lugar #58 en la lista de los Bilboard 200 de Estados Unidos; en este último país vendió aproximadamente 25 000 copias en la primera semana y 50 000 en el primer mes. Desde su lanzamiento el álbum ha vendido más de 110 000 copias en los Estados Unidos. A nivel mundial el álbum ha vendido más de 400 000 copias.
Este álbum ganó un premio Grammis (equivalente sueco a los Grammy) por ser el «Mejor disco de hard rock del 2007», compitiendo junto con otros materiales nominados de bandas como The Haunted (The Dead Eye) y HammerFall (Threshold).
Come Clarity fue nombrado el «Mejor álbum de la década pasada» por los lectores del periódico sueco Aftonbladet.

## Lista de canciones
Todas las canciones escritas y compuestas por Anders Fridén, Björn Gelotte y Jesper Strömblad. 
| N.º | Título                                   | Duración |  |
| 1.  | «Take This Life»                         | 3:35     |  |
| 2.  | «Leeches»                                | 2:55     |  |
| 3.  | «Reflect the Storm»                      | 4:16     |  |
| 4.  | «Dead End»                               | 3:22     |  |
| 5.  | «Scream»                                 | 3:12     |  |
| 6.  | «Come Clarity»                           | 4:15     |  |
| 7.  | «Vacuum»                                 | 3:39     |  |
| 8.  | «Pacing Death's Trail»                   | 3:00     |  |
| 9.  | «Crawl Through Knives»                   | 4:02     |  |
| 10. | «Versus Terminus»                        | 3:18     |  |
| 11. | «Our Infinite Struggle»                  | 3:46     |  |
| 12. | «Vanishing Light»                        | 3:14     |  |
| 13. | «Your Bedtime Story Is Scaring Everyone» | 5:25     |  |

## Créditos
- Anders Fridén – Voz
- Jesper Strömblad – Guitarra
- Björn Gelotte – Guitarra
- Peter Iwers – Bajo
- Daniel Svensson – Batería

Invitados
- Örjan Örnkloo - Teclado y programaciones
- Lisa Miskovsky - Voz (en «Dead End»)
- Uppsala Poker HC Crew - Voz (en «Scream»)